# Кромбрюгге, Марсель ван
Марсель Люсьен ван Кромбрюгге (нидерл. Marcel Lucien van Crombrugge; 13 сентября 1880, Гент — 23 сентября 1940, Гент) — бельгийский гребец, серебряный призёр летних Олимпийских игр 1900.
Кромбрюгге на Играх участвовал только в соревнованиях восьмёрок. Его команда заняла второе место сначала в полуфинале, а потом в финале, выиграв серебряную медаль.